# Katar na Letních olympijských hrách 2012
Katar se účastnil Letní olympiády 2012. Zastupovalo ho 12 sportovců ve 4 sportech.

## Medailisté
| Medaile | Jméno             | Sport             | Soutěž             |
| ------- | ----------------- | ----------------- | ------------------ |
| Bronz   | Násir al-Attíja   | Sportovní střelba | muži skeet         |
| Bronz   | Mutaz Essa Baršim | Atletika          | Muži skok do výšky |